# Lycoperdina humeralis
Lycoperdina humeralis es una especie de coleóptero de la familia Endomychidae.

## Distribución geográfica
Es endémica de Tenerife, en las islas Canarias (España).